# Izabella Jackowska
Izabella Anna Jackowska – polska agronom, dr hab. nauk rolniczych, profesor i kierownik Katedry Chemii Wydziału Nauk o Żywności i Biotechnologii Uniwersytetu Przyrodniczego w Lublinie.

## Życiorys
W 1991 obroniła pracę doktorską Wpływ warunków fizykochemicznych na procesy sorpcyjno-desorpcyjne jonów żelaza i manganu w materiale glebowym. Badania modelowe, 15 grudnia 1997  habilitowała się na podstawie pracy zatytułowanej Uruchamianie jonów metali ciężkich w materiale lessowym pod wpływem wodnych roztworów HCL i zmiany temperatury. 30 czerwca 2003 uzyskała tytuł profesora nauk rolniczych. Została zatrudniona na stanowisku profesora zwyczajnego w Instytucie Nauk Rolniczych Państwowej Wyższej Szkole Zawodowej w Chełmie.
Jest profesorem i kierownikiem w Katedrze Chemii na Wydziale Nauk o Żywności i Biotechnologii Uniwersytetu Przyrodniczego w Lublinie, oraz członkiem Komisji Rolnictwa i Weterynarii na Oddziale Polskiej Akademii Nauk w Lublinie.
Była dziekanem Wydziału Nauk o Żywności i Biotechnologii Uniwersytetu Przyrodniczego w Lublinie.